# Buigny-Saint-Maclou
Buigny-Saint-Maclou è un comune francese di 525 abitanti situato nel dipartimento della Somme nella regione dell'Alta Francia.

## Società

### Evoluzione demografica
Abitanti censiti